# Winkler-Generator

Funktionsweise des Winkler-Generators

Der Winkler-Generator ist ein von Fritz Winkler entwickelter Wirbelschichtvergaser, der ursprünglich für die autotherme Vergasung von Braunkohle zur Synthesegasherstellung diente.

## Verfahren
Die von der BASF entwickelten Verfahren der Ammoniak- und Methanolherstellung erforderten große Mengen an Wasserstoff und Synthesegas, die mit dem Winkler-Generator bereitgestellt werden konnten. Das 1926 zum Patent angemeldete Verfahren wurde zunächst im Leunawerk in Betrieb genommen. 
Es handelt sich um ein Gleichstromverfahren, das bei Atmosphärendruck durchgeführt wird und bei dem die anfallende Asche trocken ausgetragen wird. Die Asche fällt teilweise auf den Boden des Reaktors und wird dort von einem Schneckenförderer ausgetragen. Ein weiterer Teil wird mit unverbrannten Kohleteilchen mit dem Gasstrom aus dem Reaktor ausgetragen. Im Gegensatz zu anderen Verfahren wie der Druckvergasung nach Lurgi fallen keine Teere oder Phenole an, die abgetrennt werden müssen. 
Die anfallenden Rohgase variieren in ihrer Zusammensetzung je nach verwendeter Braunkohle und Betriebsbedingungen. Der Wasserstoffanteil beträgt zwischen 35 und 46 %, der Kohlenmonoxidanteil beträgt circa 30 bis 40 %. Der überwiegende Teil des Restgases besteht aus Kohlendioxid und zum kleinen Teil aus Methan (1 bis 2 %). 

Winkler Diagramm; Abhängigkeit des Druckverlustes dP über eine Schüttung in Abhängigkeit von der Anströmgeschwindigkeit v

Das Verfahren ist gekennzeichnet durch eine hohe Geschwindigkeit zwischen den Partikeln und dem Gas. Die aufgewirbelten Partikel, die als Wirbelbett oder -schicht bezeichnet werden, stoßen häufig untereinander als auch mit der Reaktorwand zusammen, was zu einer intensiven Durchmischung der Partikel führt. Die Wirbelschicht verhält sich nach Überschreiten der Lockerungsgeschwindigkeit wie ein Fluid. Die hat den Vorteil einer homogenen Temperaturverteilung im Bett bei gutem Wärme- und Stoffaustausch.
Der Druckverlust über die Schüttung bleibt in weiten Grenzen konstant und entspricht in etwa dem Gesamtgewicht der aufgewirbelten Partikel. Wird eine zu große Partikelgeschwindigkeit, die freie Schwebegeschwindigkeit v(f) erreicht, werden Partikel aus dem Reaktor ausgetragen.
Der Apparat ist so konstruiert, dass die Wirbelschicht sich im unteren Bereich des zylindrischen, feuerfest ausgekleideten Generators befindet. Luft oder Sauerstoff werden gleichzeitig mit Wasserdampf in den Reaktor gespeist. Die Beschickung des Generators erfolgt ebenfalls kontinuierlich über einen Schneckenförderer. Ein typischer Reaktordurchsatz liegt in der Größenordnung von etwa 40 Tonnen Braunkohle pro Stunde, entsprechend einer Gaserzeugung von circa 60.000 Kubikmeter.